# Hiring a Girl
Hiring a Girl è un cortometraggio muto del 1909. Il nome del regista non viene riportato nei credit del film.

## Trama
Un annuncio per cercare una donna come impiegata fa arrivare oltre una cinquantina di candidate che assediano l'ufficio, tanto da far intervenire la polizia, impotente però contro un tale uragano.

## Produzione
Il film fu prodotto dalla Lubin Manufacturing Company.

## Distribuzione
Distribuito dalla Lubin Manufacturing Company, il film - un cortometraggio della lunghezza di 101 metri - uscì nelle sale cinematografiche statunitensi il 22 luglio 1909. Nelle proiezioni, veniva programmato con il sistema dello split reel, accorpato in un'unica bobina con un altro cortometraggio prodotto dalla Lubin, il western Mexican Bill.